# Heinrich Schmidt-Gayk
Heinrich Schmidt-Gayk (* 9. Juni 1944 in Bremervörde; † 18. September 2007 in Heidelberg) war ein deutscher Labormediziner und Osteologe.
Schmidt-Gayk besuchte das Gymnasium in Stade und studierte nach seinem Abitur Medizin in Erlangen, Hamburg und  Marburg. 1968 legte er sein Staatsexamen ab. Es folgte eine Promotion mit Approbation als Arzt 1970. 1978 habilitierte er sich in Heidelberg mit der Schrift Klinische Chemie Calcium-regulierender „messenger“ und war apl. Professor für Laboratoriumsmedizin an der Ruprecht-Karls-Universität Heidelberg. Er war wissenschaftlicher Leiter des Labor Limbach in Heidelberg und Leiter des Laborverbundes medizinische Diagnostik.
2005 wurde er mit der medizinischen Ehrendoktorwürde Doctor Honoris Causa der Budapester Semmelweis-Universität ausgezeichnet.
Er wurde insbesondere bekannt mit seinen Forschungsergebnissen über Vitamin D.